# Ancistrogera
Ancistrogera är ett släkte av insekter. Ancistrogera ingår i familjen Gryllacrididae.
Kladogram enligt Catalogue of Life:
| Ancistrogera | \| \| Ancistrogera extraordinaria \| \| \| \| \| \| Ancistrogera particularis \| \| \| \| |
|              | \| \| Ancistrogera extraordinaria \| \| \| \| \| \| Ancistrogera particularis \| \| \| \| |
|              | Ancistrogera extraordinaria                                                               |
|              |                                                                                           |
|              | Ancistrogera particularis                                                                 |
|              |                                                                                           |